# Sudden Lights
A Sudden Lights egy lett együttes, amely 2012-ben alakult Rigában. Ők képviselték Lettországot a 2023-as Eurovíziós Dalfesztiválon, Liverpoolban, az Aijā című dallal.

## Történet
Az együttest 2012-ben Andrejs és Mārtiņš alapították, amikor a rigai Pāvuls Jurjāns Zeneiskolában tanultak. Kārlis Matīss és Kārlis Vārtiņš csak 2014-ben csatlakoztak. 2015-ben megnyerték a Pirmā plate feltörekvő zenészek versenyét a Rigai 1. számú Állami Gimnáziumban, nyereményük egy dal rögzítése volt egy stúdióban, így született meg első daluk, a Tik Savādi. 2017-ben megjelent első stúdióalbumuk, a Priekšpilsētas, amely tíz dalt tartalmaz lett és angol nyelvű dalokkal. 2018-ban Just Fine című dalukkal bekerültek a lett eurovíziós nemzeti válogatóba, ahol az elődöntőből kiestek. Később a nézők vigaszágon továbbjuttatták őket, és a döntőben második helyezettként végeztek. 2019 októberében megjelent második stúdióalbumuk, a Vislabāk ir tur, kur manis nav.
2020 elején megkezdték első Lettország-körüli turnéjukat, ahol mindössze Valmiera, Liepāja és Alūksne városába jutottak el, a többi koncertet a Covid19-pandémia miatt le kellett fújniuk. Harmadik stúdióalbumuk 2022-ben jelent meg Miljards vasaru címmel. 2023. január 5-én a Latvijas Televīzija bejelentette, hogy az együttes résztvevője lesz a 2023-as Supernova lett eurovíziós nemzeti döntőnek. Aijā című versenydalukat a február 4-i elődöntőben adták elő először, ahonnan sikeresen továbbjutottak a döntőbe. A február 11-én rendezett döntőben a szakmai zsűri és a nézők szavazatai alapján megnyerték a válogatóműsort, így ők képviselhetik hazájukat az Eurovíziós Dalfesztiválon. Először a május 9-én rendezett első elődöntőben versenyeztek, ahonnan nem jutottak tovább.

## Tagok
- Andrejs Reinis Zitmanis – vokál
- Kārlis Matīss Zitmanis – gitár
- Kārlis Vārtiņš – basszusgitár
- Mārtiņš Matīss Zemītis – dob

## Diszkográfia

### Stúdióalbumok
- Priekšpilsētas (2017)
- Vislabāk ir tur, kur manis nav (2019)
- Miljards vasaru (2022)

### Kislemezek
- Tik savādi (2015)
- Priekšpilsētas valsis (2016)
- Laikmets (2017)
- Šajā sētas pusē (2017)
- Just Fine (2018)
- Negribu piezemēties (2018)
- Dzīvnieks (2019)
- Izbēgšana (2019)
- Gaisma (2019)
- Elektriskā gaisma (2020)
- Klusumi (2021)
- Siltas vasaras ēnā (2021)
- Laternas (2022)
- Pasaule trīc (2022)
- Aijā (2023)

### Közreműködések
- Haosā (Astro'n'out, 2020)
- Aizņem man vietu (ANNNA, 2021)
- Jasmīns (ZEĻĢIS, 2022)